# Črnomerec
Črnomerec Zágráb városnegyede Horvátországban, a főváros északnyugati részén. A mai városnegyedet Zágráb város 1999. december 14-i statútumával hozták létre.

## Fekvése
Črnomerec a város északnyugati részén található. Északkeletről Podsljeme, keletről a Donji grad és Gornji grad – Medveščak, délről Trešnjevka – sjever, délnyugatról Stenjevec, északnyugatról pedig Podsused – Vrapče városnegyed határolja. Délen a vasútvonal határolja, északon pedig mélyen behatol a Zagrebačka gora területébe. A negyed területe észak-déli irányban hosszan nyúlik el, főleg Medvednica lejtőin. Domborzata változatos, dombos, erdőkben és patakokban gazdag. Főbb vízfolyásai a Kustošak, a Veliki-patak, a Kuniščak és a Jelenovački-patak. Legsűrűbben lakott területe a negyed déli része, amely teljesen városiasodott és Zágráb város tágabb központjának területéhez tartozik. Az északi részben viszont a vidéki életmód nyomai még ma is láthatók.
Főbb városrészei: Šestinski dol, Sveti Duh, Bijenik, Lukšići, Mikulići, Fraterščica és Kustošija részei (Kustošija – centar, Gornja Kustošija, Graberje, Završje és Krvarić, míg Donja Kustošija ma a Stenjevec városnegyed része).

## Története
Črnomerec (Donja Kustošija) és a szomszédos Podsused-Vrapče városnegyed (Veternica-barlang) régészeti lelőhelyeinek leletei alapján arra a következtethetünk, hogy az emberek már a kőkorszakban, több mint 35 000 évvel ezelőtt éltek ezen a területen. További maradványokat találunk a római időkből. A római út, amely a Medvednicát a Szávával kötötte össze, Ilicától egészen a Sveti Duhon, Kustošiján és Grmoščica déli részén át Donje Vrapčéig és Stenjevecig húzódott.
Črnomerec térségében a középkori élet elsősorban a Medvevárhoz kapcsolódott, amely gyakorlatilag a mai Črnomerec és Podsljeme városrészek határán található. Medvevár részben felújított romjai ma is láthatóak Zágráb városának északi határrészén. A várat az 1248 és 1252 közötti időszakban építette Fülöp zágrábi püspök a zágrábi egyházmegye támogatásával és IV. Ince pápa utasítására, mely a védelmi létesítmények építéséről rendelkezett a töröknek a pápai állam felé történő behatolásának megakadályozására. Medvevár rendkívül értékes kulturális és történeti műemlék. Ezen belül kiemelkedik az impozáns román stílusú vártorony, az egyedülálló román-gótikus Szent Fülöp és Jakab kápolna és a gótikus palota, valamint egy tiszta vízű kút, amely lehetővé tette az erőd hosszú ideig tartó megvédését. Az 1590-es földrengés után a várat elhagyták. A drága karbantartás miatt Medvevár urai gyakran változtak. Volt a káptalan, az egyházmegye és a király birtoka is.
Črnomerecet már a 13. és a 14. században megemlítik, mint a gradeci jobbágyok egyik települését. A 17. században néhány más falut említenek ezen a területen: Čukovići, Vrhovci, Jelenovec és Domjanići településeket. A mai városnegyed délnyugati részén található Grmoščica területe, amelyet a középkorban egy Péter nevű nemes adott a zágrábi káptalannak. A terület régi leírásában sáros dombot említenek, ahol téglákat gyártanak ma is. 1819-ben Črnomerec falunak 197 lakosa volt, 1878-ra ez a szám 725-re nőtt. Akkoriban újabb települések fejlődtek ki a mai városrész területén: Mikulići, Fraterščica, Bijenik, Novaki, Kustošija stb. 1868-ban Mikulićiban a Pongratz család a híres zágrábi építész Klein tervei alapján épített egy egyedülálló, neoromán stílusú nyaralót, amely ma is a környék leghíresebb épülete.
A 19. század második felében Zágráb város ezen részének gazdasági fejlődése jelentősen felgyorsult, különösen a Zidani Most (1862) és a Károlyváros (1865) felé menő vasútvonal, valamint az Ilica téglagyár megépítése után. Hamarosan nagyszámú gyártóüzem épült a fa-, élelmiszer-, textil-, vegyipar, fémfeldolgozás, dohány- és papíripar számára. A mai leghíresebb zágrábi vállalatok (Pliva, Franck, Zagrebačka sörgyár, Kamensko, DTR) itt alakultak meg. A kórházak és laktanyák építése szintén jelentősen hozzájárult a térség identitásához. 1945-ig Zágráb városának határa a Kustošak patak volt, így a mai Črnomerec nyugati része csak akkor lett a város szerves része. A mai városnegyed nagy része az 1945 és 1952 közötti időszakban az akkori VI. kerületben helyezkedett el, azonban a negyed egyes részeit ezekben az években csak fokozatosan vonták be Zágráb városába. Így Bijenik és Mikulići csak 1949 végén váltak a város részévé.